# Kloster San Gaudenzio

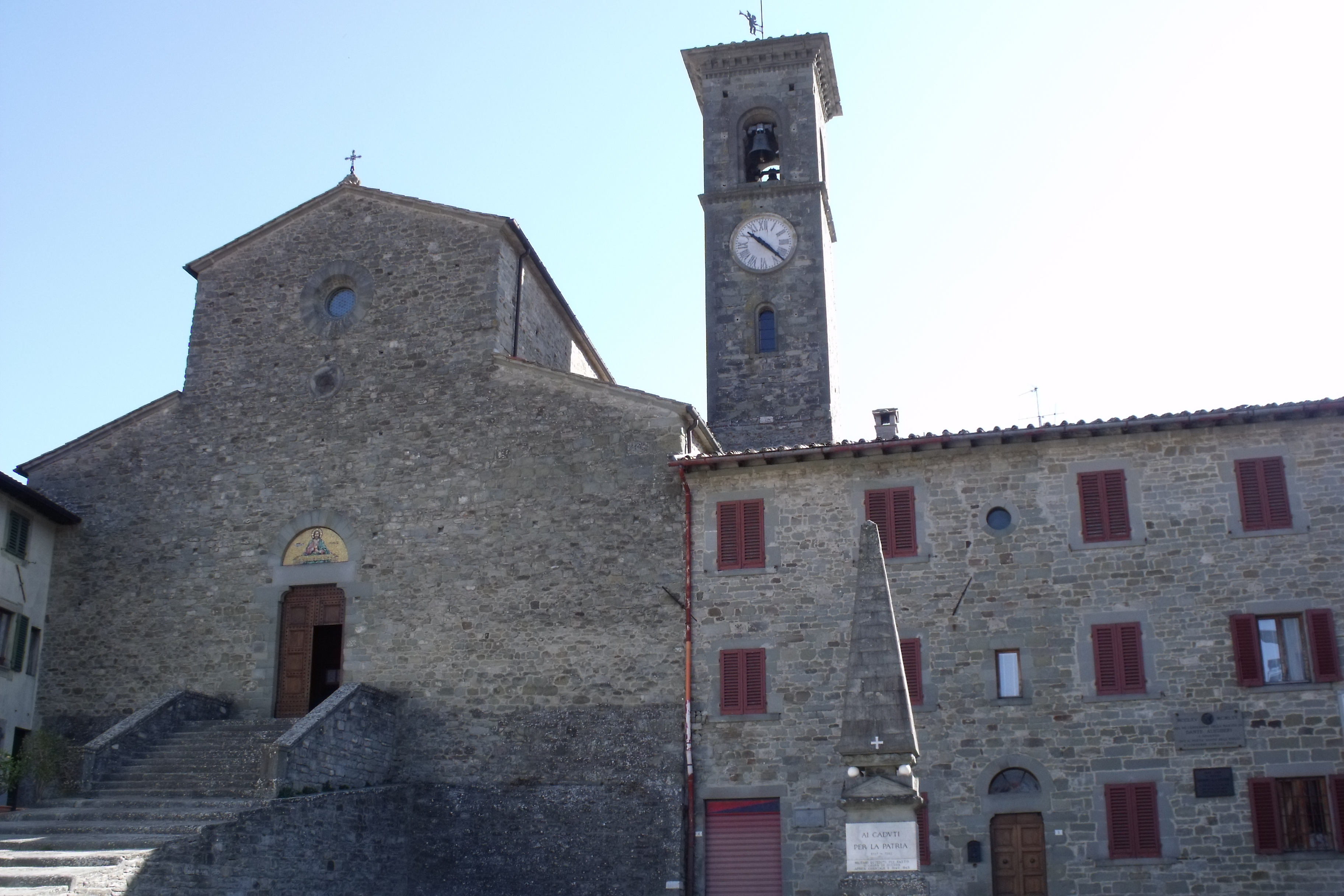
Die heutige Pfarrkirche nach der Restaurierung 1921

Das Kloster San Gaudenzio (Sanctus Gaudentius de pede Alpium) war ein ehemaliges Benediktiner- und späteres Zisterzienserkloster in der Toskana, Italien. Es lag im Ortskern von San Godenzo rund 40 km nordöstlich von Florenz in der Landschaft des Mugello in Richtung nach Forlì in der Metropolitanstadt Florenz.

## Geschichte
Die Benediktinerabtei wurde 1028 vom Bischof Jacopo il Bavaro aus Fiesole gegründet. Möglicherweise bestanden zwei Häuser, das eine in 402 m Meereshöhe, das andere in 904 m Höhe. Das Land der Abtei erstreckte sich bis über die Wasserscheide, lag jedoch zum größeren Teil in der Toskana. Zwischen 1247 und 1258 ging das Kloster an die Zisterzienser über. Es gehörte der Filiation der Primarabtei Clairvaux an, jedoch ist das unmittelbare Mutterkloster nicht überliefert. Dante Alighieri hielt sich 1302 im Kloster auf. Die Abtei fiel später in Kommende und wurde von ihren Mönchen verlassen, die sich an die Kirche San Salvatore del Pino zurückzogen. Das Kloster wurde 1482 von Papst Sixtus IV. den Serviten aus Florenz übertragen, die aus dem Kloster die Residenz ihres Generaloberen machten und bis in die napoleonische Zeit blieben. Die Kirche wurde im 19. Jahrhundert zum Teil in Wohnungen umgewandelt. Um die Abtei entstand die Gemeinde San Godenzo. Von 1921 bis 1929 wurde die Kirche von Ezio Cerpi im ursprünglichen romanischen Stil wiederhergestellt. Im Jahr darauf erhielt sie den Titel Kloster zurück. Seit 1928 ist sie Pfarrkirche. Als 1944 der Ort aufgrund seiner Lage an der Gotenstellung fast vollständig zerstört wurde, blieb das Kloster unbeschädigt.

## Anlage und Bauten
Die Kirche ist eine dreischiffige Pfeilerbasilika mit offenem Dachstuhl und drei halbrunden Apsiden. Sie verfügt über eine Krypta sowie einen Glockenturm.

## Kunstwerke
Die Kirche enthält Werke von:
- Baccio da Montelupo aus Montelupo Fiorentino (San Sebastiano, Holzstatue, 1506 entstanden)[1]
- Giuseppe Cassioli (Incoronazione della Vergine e Santi, Mosaik, 1929 entstanden)[1]
- Bernardo Daddi (Madonna e Santi, Flügelaltar, zugeschrieben, 1333 entstanden, stammt aus der Kirche San Salvatore al Monte in Florenz)[1]
- Franciabigio (Annunciazione, zugeschrieben)[3]